# Bachany (obwód miński)
Bachany (biał. Баханы; ros. Боханы, Bochany) – wieś na Białorusi, w obwodzie mińskim, w rejonie uzdowskim, w sielsowiecie Woziera. W 2019 roku liczyła 15 mieszkańców.